# Kabinett Ricasoli II
Das Kabinett Ricasoli II regierte das Königreich Italien vom 20. Juni 1866 bis zum 10. April 1867. Es folgte dem Kabinett La Marmora III. Ministerpräsident war Baron Bettino Ricasoli, der bereits zwischen 1861 und 1862 das Kabinett Ricasoli I anführte.

## Entstehung und Entwicklung
Das Kabinett Ricasoli II war das achte Kabinett des Königreiches. Es stützte sich im Parlament auf die sogenannte „Historische Rechte“ (italienisch Destra storica) und war 9 Monate und 21 Tage im Amt.
Nachdem das Parlament in der Debatte um das von der Regierung angestrebte Versammlungsverbot im Februar 1867 sein Misstrauen gegenüber der Regierung ausgesprochen hatte, reichte Ricasoli seinen Rücktritt ein. König Viktor Emanuel II. lehnte den Rücktritt ab un löste daraufhin das Parlament auf. Ricasoli nahm einige Veränderungen in seinem Kabinett vor, fand aber nach der Parlamentswahl 1867 immer noch keine breite Unterstützung im neuen Parlament, weshalb er am 10. April 1867 zurücktrat. Als seinen Nachfolger benannte König Viktor Emanuell II. Urbano Rattazzi, der das Kabinett Rattazzi II bildete.

## Minister

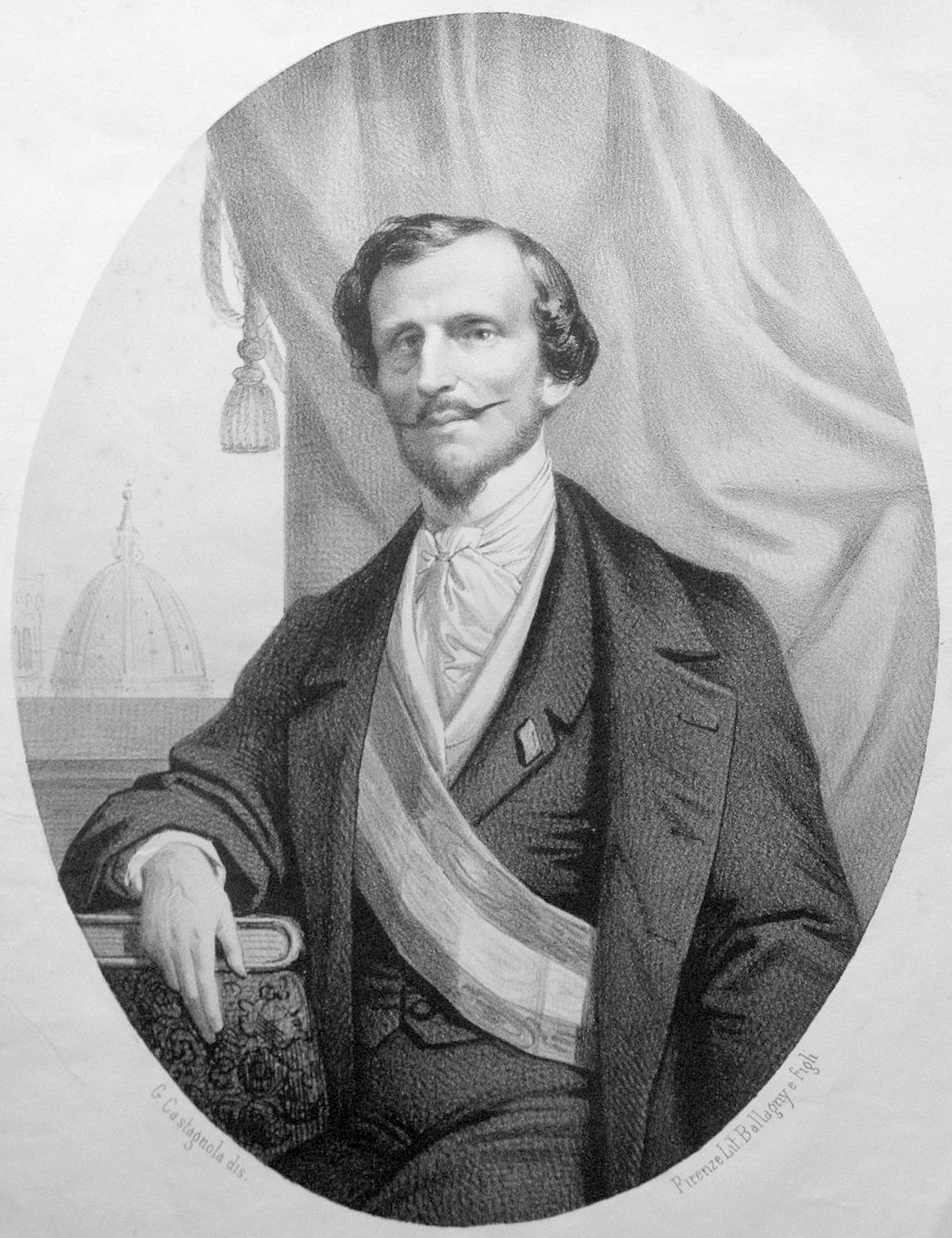
Bettino Ricasoli

| Ministerien                          | Name |
| ------------------------------------ | --- |
| Ministerpräsident                    | Bettino Ricasoli                                                                                                 |
| Äußeres                              | Bettino Ricasoli (bis 28. Juni 1866) Emilio Visconti-Venosta (ab 29. Juni 1866)                                  |
| Inneres                              | Bettino Ricasoli                                                                                                 |
| Justiz und Kirchenangelegenheiten    | Francesco Borgatti (bis 17. Februar 1867) Bettino Ricasoli (bis 24. März 1867) Filipp Cordova (ab 24. März 1867) |
| Krieg                                | Ignazio De Genova di Pettinengo (bis 21. August 1866) Efisio Cugia (ab 22. August 1866)                          |
| Marine                               | Agostino Depretis (bis 16. Februar 1867) Giuseppe Biancheri (ab 17. Februar 1867)                                |
| Finanzen                             | Antonio Scialoja (bis 16. Februar 1867) Agostino Depretis (ab 17. Februar 1867)                                  |
| Öffentliche Arbeiten                 | Stefano Jacini (bis 16. Februar 1867) Giuseppe Devincenzi (ab 17. Februar 1867)                                  |
| Bildung                              | Domenico Berti (bis 16. Februar 1867) Cesare Correnti (ab 17. Februar 1867)                                      |
| Landwirtschaft, Industrie und Handel | Filippo Cordova                                                                                                  |
| Ohne Geschäftsbereich                | Alfonso La Marmora (bis 10. April 1867)                                                                          |